# Contea autonoma hui e tu di Minhe
La contea autonoma hui e tu di Minhe (民和回族土族自治县S, Mínhé Huízú Tǔzú ZìzhìxiànP) è una contea della Cina, situata nella provincia di Qinghai e amministrata dalla prefettura di Haidong.